# Àsia oriental

Els països de l'Àsia oriental

Mapa topogràfic de l'Àsia oriental, amb les macroàrees històriques de la Xina descrites.

L'Àsia oriental o Àsia de l'est és una regió geopolítica del continent asiàtic segons les divisions de les organitzacions internacionals com ara el Banc Mundial el Fons Monetari Internacional i les Nacions Unides. L'Àsia oriental inclou el Japó, Corea, la Xina i Taiwan, Mongòlia i en alguns casos el Vietnam i Singapur per raons culturals. Aquesta denominació és compatible o similar amb la denominació antiga de l'Extrem Orient, que descriu la posició geogràfica de la regió en relació amb Europa. Aquesta regió abasta una superfície de 6.640.000 km², és a dir, el 15% del continent. Hi viuen més de 1.500 milions de persones, o el 40% de la població total de l'Àsia i un 25% de la població mundial.